# آنجالی مودرا

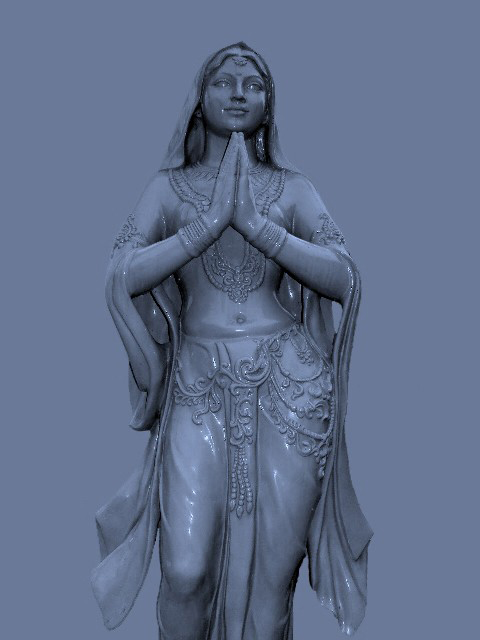
آنجلی مودرا

آنجالی مودرا (سانسکریت: अञ्जलि मुद्रा) ژست دعای از صمیم قلب است. که مربوط به مذاهب و هنرهای هندی است و در سراسر آسیا و فراتر از آن گسترش یافته‌است.
این تمرین یوگا، در میان هنرهای نمایشی، نوعی ارتباط غیرکلامی و بصری و یکی از ۲۴ مودرا «samyukta» در هنرهای کلاسیک هند است. اشکال مختلفی از آنجلی مودرا مانند «brahmanjali» وجود دارد.
آنجالی مودرا
این ژست در بسیاری از آساناهای یوگا گنجانده شده‌است. ژست یوگای ناماسته praṇāmāsana (سانسکریت: प्रणामासन) مستلزم ایستادن به حالت قائم، با دست‌ها در Añjali Mudra است.
این مودرا، در هند، سریلانکا، نپال، بوتان، برمه، تایلند، لائوس، کامبوج و اندونزی به‌طور گسترده با سکوت درون انجام می‌شود. همچنین در میان بوداییان آسیای شرقی، دینداران چینی، و شینتو و پیروان سنت‌های مشابه آسیایی استفاده می‌شود.
شرح
در انجلی مودرا دست‌ها در برابر چاکرای قلب روی هم قرار گرفته طوری که فضای خالی کوچکی بین کف دست‌ها وجود داشته باشد و با فشار دادن کف دست‌ها به هم انجام می‌شود. انگشتان در کنار هم قرار دارند و نوک انگشتان به سمت بالا هستند. دست‌ها محکم و یکنواخت به هم فشرده می‌شوند.
در رایج‌ترین شکل آنجلی مودرا، دست‌ها در چاکرای قلب قرار می‌گیرند و شست‌ها به آرامی روی جناغ سینه قرار می‌گیرند. این ژست همچنین ممکن است در آجنا یا چاکرای ابرو با نوک انگشت شست در مقابل «چشم سوم» یا در چاکرای تاج (بالای سر) انجام شود.
آنجلی مودرا معمولاً با خمیدگی جزئی سر همراه است.

## معنای نمادین

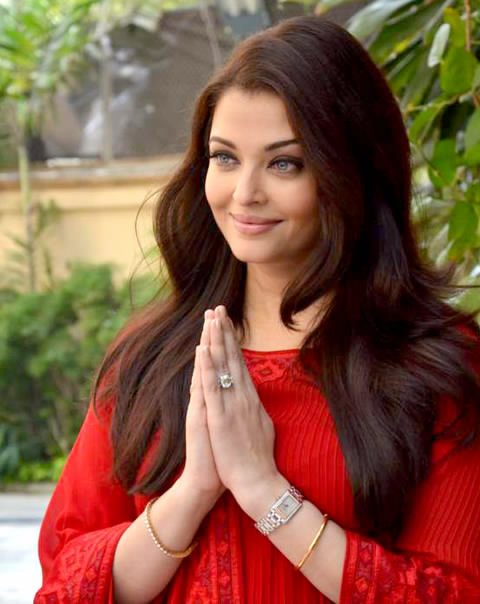
آیشواریا رای در حال ژست Namaste

آنجلی مودرا همان معنای سلام سانسکریت Namaste را دارد و می‌توان آن را در حین گفتن Namaste یا Pranam یا به جای آواز خواندن کلمه اجرا کرد.
این ژست هم برای احوالپرسی و هم برای خداحافظی استفاده می‌شود، اما اهمیت عمیق‌تری نسبت به یک «سلام» یا «خداحافظی» ساده دارد. گفته می‌شود که به هم پیوستن کف دست‌ها ارتباطی بین نیمکره راست و چپ مغز ایجاد می‌کند و نشان دهنده یکپارچگی است.

## فواید فیزیکی
آنجلی مودرا به عنوان بخشی از تمرین یوگا فیزیکی با هدف دستیابی به چندین مزیت انجام می‌شود. این یک «ژست مرکزی» است که به گفته تمرین‌کنندگان، به کاهش استرس و اضطراب ذهنی کمک می‌کند و بنابراین برای کمک به تمرین‌کننده در دستیابی به تمرکز و رسیدن به حالت مراقبه استفاده می‌شود.
اجرای فیزیکی ژست به افزایش انعطاف‌پذیری در دست‌ها، مچ دست، انگشتان و بازوها کمک می‌کند.